# لوسیانو کوماشی
لوسیانو کوماشی (انگلیسی: Luciano Comaschi; ۳ ژوئیهٔ ۱۹۳۱ – ۳۰ آوریل ۲۰۱۹) بازیکن فوتبال اهل ایتالیا بود.
از باشگاه‌هایی که در آن بازی کرده‌است می‌توان به باشگاه فوتبال کروتونه، باشگاه فوتبال ناپولی، و باشگاه فوتبال برشا اشاره کرد.
وی همچنین در تیم ملی فوتبال Italy Youth بازی کرده‌است.